# ロシアの鉄道

ロシアの鉄道網

ロシア連邦の鉄道は、世界最大の鉄道網のひとつであり、路線距離は86,200kmである。これはアメリカ、中国に次ぐ規模である。
貨物輸送はトンキロ換算で世界一であり（2020年）、石炭などの鉱物資源や農作物の輸送が盛んに行われている。
ロシアの鉄道の軌間は広軌（1,520mm）である。かつて、サハリンの鉄道は狭軌（1,067 mm）であったが、2019年に広軌への変換工事が完了した。

## 歴史
1837年、帝都サンクトペテルブルクに最初の鉄道が敷設されたのを皮切りに主要都市の集まるロシア帝国西部に鉄道網が構築された。これらは私鉄によって建設されたが、皇帝から巨額の資金援助を受けていた。日露戦争（1904年）以降、国有化政策が進められた。ソビエト連邦発足（1922年）後、鉄道の国有化が完了した。

## 事業者
- ロシア鉄道

## 路線
ロシア鉄道#鉄道支社参照
- シベリア鉄道（モスクワ～ウラジオストク）
- バイカル・アムール鉄道（タイシェト～ソヴィエツカヤ・ガヴァニ）
- アムール・ヤクーツク鉄道
- モスクワ・サンクトペテルブルク鉄道
- リーヒマキ・サンクトペテルブルク鉄道
- サハリンの鉄道

## 隣接国との鉄道接続状況

### 本土
(日本海)
- 朝鮮民主主義人民共和国 - 接続あり - 軌間相違 1435 mm / 1524 mm
- 中華人民共和国 - 接続あり - 軌間相違 1435 mm / 1524 mm
- モンゴル国 - 接続あり
- カザフスタン - 接続あり

(カスピ海)
- アゼルバイジャン - 接続あり
- ジョージア - 接続なし
- （ 南オセチア共和国・アラニヤ国） - 接続なし
- （ アブハジア） - 接続あり

(黒海)
- ウクライナ - 接続あり
- ベラルーシ - 接続あり
- ラトビア - 接続あり
- エストニア - 接続あり

(バルト海)
- フィンランド - 接続あり
- ノルウェー - 接続なし

(バレンツ海)

### 飛地（カリーニングラード州）
- リトアニア - 接続あり
- ポーランド - 接続あり - 軌間相違 1435 mm / 1524 mm

### 海峡を隔てて隣接
- アメリカ合衆国（アラスカ州） - 接続なし（ベーリング海峡）
- 日本 - 接続なし（宗谷海峡）